# Yōko Matsugane
Yōko Matsugane (松金 ようこ?, Matsugane Yōko; Prefettura di Ibaraki, 26 maggio 1982) è una modella giapponese.
È una gravure idol, nota e apprezzata per la sua figura voluttuosa e il seno prosperoso anche al di fuori del Giappone. Tra il 2001 e il 2010 ha pubblicato decine di DVD e fotolibri, occasionalmente venendo ospitata da vari programmi televisivi in onda su reti nazionali, in particolare su Fuji Television, Nippon Television e TBS. Oltre a partecipare ad eventi per incontrare i fan e promuovere i suoi prodotti, ha avuto anche occasione di esibirsi come disc jockey in locali pubblici.

## DVD pubblicati
Segue un elenco dei video erotici pubblicati su DVD, i quali hanno mediamente una durata compresa tra i 40 e i 120 minuti.
- Dulcet (2002)
- Spiritual (2002)
- Enrapture (2002)
- Violation (2002)
- Idol One: Melon (2003)
- Gekkan Yoko Matsugane (2003)
- Idol One: Suika (2003)
- Lolita Paradox (2004)
- Idol One: Yoko Matsugane Fruit BOX (2004)
- Sweet Y (2004)
- Sweet Pi (2004)
- Gravure Idol DVD (2004)
- Idol One: Taiyo no Yakudo (2004)
- Idol One: Tsuki no Kodo (2004)
- Yoko Matsugane Perfect Collection (2005)
- Idol One: Yoko Matsugane Tentai Box (2005)
- Yoko Matsugane Perfect Collection Vol.2 (2005)
- Idol One: Yoko Matsugane Ultra 5 Box (2005)
- Shutaisei - Densetsu I (2006)
- Shutaisei - Densetsu II (2006)
- Body Scandal (2006)
- Chichishigure (2007)
- Ultimate (2007)
- Chichi Gurui (2007)
- Chichi Mamire (2007)
- Idol One: Kindan (2007)
- Idol One: Hojo (2007)
- Ne Nani Kite Hoshi? Boku no Koibito Hen, con Yuuri Morishita (2008)
- Ne Nani Kite Hoshi? Costume Play Hen, con Yuuri Morishita (2008)
- Chichi Yure Zanmai (2008)
- Yoko Matsugane 4 Pieces Box (2008)
- Yoko Matsugane Yoga DVD Kenkobi e no Kaikan (2008)
- Yoko Matsugane no Mizugi de Golf - Lesson Hen (2008)
- Ultimate (2008)
- Bakunyu Decup No.3 (2008)
- Yoko Matsugane no Mizugi de Golf - Jissen Round Hen (2008)
- Nakugeki Kyonyu Keiho Hatsurei (2008)
- Hoyoron (2008)
- Bakusho - Paishicho 24zi (2008)
- Tate Yure! Yoko Yure! Magnitude 95 (2009)
- Idol One: Killer Body Super Line Hen (2009)
- Idol One: Soul Bomb Kyonyu Saininshiki Hen (2009)
- Ryojo Aiyoku (2009)
- JAM - Resort Lovers (2010)
- Yoko Matsukane BODY & SOUL BOX (2010)